# João Damásio Roussado Gorjão
João Damásio Roussado Gorjão (Mafra, 30 de abril de 1777 — Lisboa, 18 de novembro de 1856) foi um intelectual, prolífico autor de obras sobre política coeva, que também exerceu alguns cargos políticos de relevo, entre os quais o de deputado e de Presidente da Câmara Municipal de Mafra. Foi pioneiro em Portugal no campo do comentário político, sendo a sua obra sobre os deputados das Cortes Gerais e Extraordinárias de 1821-1822 a primeira publicação conhecida em Portugal visando a aferição do posicionamento individual dos deputados e a respectiva tendência de voto.Foi membro da Maçonaria.

## Biografia
Nascido em Mafra, concluiu ali os estudos elementares e depois frequentou os estudos que naquela vila eram ministrados no colégio dos Cónegos Regrantes de Santo Agostinho, que ao tempo ocupavam o Convento de Mafra. Concluídos esses estudos, fixou-se em Lisboa, empregando-se a partir de 1809 nos serviços da administração do Contrato do Tabaco. Liberal professo, em 1829, depois de proclamado D. Miguel I de Portugal como rei absoluto e desencadeada a perseguição aos adeptos do liberalismo, foi demitido pelo caixa-geral daquela instituição, João Paulo Cordeiro, em razão das doutrinas que professava.
Desempregado, foi obrigado a regressar à terra da sua naturalidade, onde viveu nela durante alguns anos. Em 1834, vencida a Guerra Civil e restaurada a Carta Constitucional, foi nomeado administrador da Real Tapada de Mafra. Também serviu em alguns cargos de eleição popular, entre oa quais o de Presidente da Câmara Municipal de Mafra e o procurador à Junta Geral do Distrito de Lisboa. 
Mas eleições gerais de 28 de Novembro de 1847 foi eleito deputado às Cortes pelo círculo eleitoral do Reino do Algarve.
Publicou boa parte da sua obra de forma anónima, não colocando o seu nome na capa das obras. Contudo, a atribuição da autoria das obras foi feita de imediato e nunca contestada.
A obra que maior projecção lhe trouxe foi o trabalho de análise politico-biográfica intitulado Galeria dos Deputados das Côrtes geraes extraordinarias e constituintes da nação portugueza, instauradas em 26 de Janeiro de 1821. Epocha primeira, publicado sem nome inscrito na capa em 1822. A obra, cujas prometidas segunda e terceira partes nunca chegaram a ser publicadas, analisa a actividade dos deputados no período que medeia entre a abertura das Cortes em Janeiro de 1821 e o dia 4 de Julho de 1821, em que D. João VI de Portugal chegou a Lisboa regressado do exílio no Brasil. Alguns dos juízos sobre a acção dos deputados apresentados na obra foram contraditados no jornal contemporâneo O Censor Lusitano, redigido pelo padre Marcos Pinto Soares Vaz Preto. A obra teve a colaboração de Nuno Álvares Pereira Pato Moniz, autor de alguns elogios, nomeadamente o feito ao deputado Francisco Xavier Monteiro, do qual Pato Moniz era muito amigo.
Faleceu em 1856.